# Coloradia hoffmanni
Coloradia hoffmanni is een vlinder uit de familie nachtpauwogen (Saturniidae), onderfamilie Hemileucinae.
De wetenschappelijke naam van de soort is voor het eerst geldig gepubliceerd door Beutelspacher in 1978.